# 的場町 (広島市)
的場町（まとばちょう）は、広島県広島市南区の町名。現行行政地名は的場町一丁目及び的場町二丁目。郵便番号732-0824（宇品郵便局管区）。住居表示実施済み。

## 地理
南区西北部、猿猴川の南西岸に位置する。猿猴川を跨いだ北で松原町、同じく猿猴川を跨いだ北東で猿猴橋町・西荒神町、東の猿猴川上の一点で西蟹屋、南で段原、南西で金屋町・松川町、西で稲荷町、北西で京橋町と隣接する。太田川下流の三角州にあたり、全体に低地である。広島駅南側にかかる市街地の一部を形成する。

### 河川
- 猿猴川

## 歴史
もと段原村の一部であって猿猴川の西堤筋を云う。町名の由来は、昔源蔵という者が此所に住み、的を造ることを業としていたため此名があるという。1882年1月、段原村より分割して一町となった。

## 人口統計
1925年末の現住戸数・現住人口は307戸、1182人。2018年6月末現在の人口は664人、世帯数は471世帯。
| 町名         | 人口 | 世帯数 |
| ------------ | ---- | ------ |
| 的場町一丁目 | 308  | 199    |
| 的場町二丁目 | 356  | 272    |
| 計           | 664  | 471    |

## 交通

### 鉄道
- 広島電鉄 - 本線・皆実線の的場町電停が置かれている。

### 道路
- 広島県道164号広島海田線（相生通り・あけぼの通り）
- 広島県道37号広島三次線（比治山通り）
- 駅前通り

## 施設
- 広島市消防局南消防署
- 広島市立段原小学校
- 東横イン広島駅前大橋南

## 出身・ゆかりのある人物
- 石本秀一（プロ野球監督、アマチュア野球選手）
- 岩田久次郎（呉服）[6][7]
- 大谷競（官吏）[7]
- 加藤春来（陸、武官）[7]
- 新見新吉（乾物商）[7]
- 谷田四郎（家主）[8]
- 谷田助一（綿糸業）[7]
- 津田正一（呉服商）[8]
- 野村省一（内科医）[9]
- 野村守夫（洋画家）
- 松村眞道[8]
- 吉松好太郎（材木）[6]